# Giải vô địch bóng đá nữ CONCACAF 1993
Giải vô địch bóng đá nữ CONCACAF 1993 diễn ra tại Long Island, New York, Hoa Kỳ từ 4 tháng 7 đến 8 tháng 7 năm 1993. New Zealand là khách mời của giải.

## Vòng chung kết
| Đội                | Đ | Tr | T | H | B | BT | BB |
| ------------------ | - | -- | - | - | - | -- | -- |
| Hoa Kỳ             | 9 | 3  | 3 | 0 | 0 | 13 | 0  |
| New Zealand        | 4 | 3  | 1 | 1 | 1 | 7  | 3  |
| Canada             | 4 | 3  | 1 | 1 | 1 | 4  | 1  |
| Trinidad và Tobago | 0 | 3  | 0 | 3 | 0 | 0  | 20 |

| Canada | 4–0 | Trinidad và Tobago |
| ------ | --- | ------------------ |
|        |     |                    |

| Hoa Kỳ | 3–0 | New Zealand |
| ------ | --- | ----------- |
|        |     |             |

| Canada | 0–0 | New Zealand |
| ------ | --- | ----------- |
|        |     |             |

| Hoa Kỳ | 9–0 | Trinidad và Tobago |
| ------ | --- | ------------------ |
|        |     |                    |

| New Zealand | 7–0 | Trinidad và Tobago |
| ----------- | --- | ------------------ |
|             |     |                    |

| Hoa Kỳ | 1–0 | Canada |
| ------ | --- | ------ |
|        |     |        |